# وليد نصار (وزير)
وليد روفائيل نصار (1968 -) مُهندس مدني وسياسي لبناني، يشغل منصب وزير السياحة في حكومة نجيب ميقاتي منذ سبتمبر 2021.